# Heteromydas bicolor
Heteromydas bicolor är en tvåvingeart som beskrevs av Hardy 1944. Heteromydas bicolor ingår i släktet Heteromydas och familjen Mydidae.
Artens utbredningsområde är Kalifornien. Inga underarter finns listade i Catalogue of Life.